# Yack Studio
Yack Studio 是由Novel Fergus及製作人DaiShin於2019年成立的香港嘻哈音樂團隊，於2022年11月發布成為嘻哈音樂音樂廠牌。

## 簡介
根據訪問，音樂廠牌名稱是源於英文單詞Yellow與Black的結合，意念為「唱着黑人音樂的黃皮膚的人」。
團隊初期只有Novel Fergus（音樂人）、DaiShin（製作人）、Maggie（幕後）、CHUNCHUN618 aka草樽（DJ／幕後），及後加入SoWhat（音樂人）。2022年11月成為香港嘻哈音樂音樂廠牌，及宣佈四人團隊「SMOB」加盟（Novel Flash、Lay-zG、Teddy Beer、Para-T）、及製作人mikeygoincrazy。

2023年初 音樂人J Jelly加入。
2024年中 音樂人Le Shing加入。

## 旗下歌手
- Novel Fergus（2019年至今）
- DaiShin（2019年至今）
- SoWhat（2020年至今）
- Novel Flash（2022年至今）
- Lay-zG（2022年至今）
- Teddy Beer（2022年至今）
- J Jelly（2023年至今）
- Le Shing（2024年至今）

## 演唱會
| 日期           | 演唱會名稱                         | 場數 | 場地                         | 備註           |
| -------------- | ---------------------------------- | ---- | ---------------------------- | -------------- |
| 2021年9月13日  | Clockenflap 2021                   | 1    | 麥花臣場館                   |                |
| 2023年4月1-2日 | 雷鳴響天演唱會                     | 2    | 九龍灣國際展貿中心 Rotunda 3 |                |
| 2023年12月2日  | Clockenflap 2023                   | 1    | 中環海濱                     |                |
| 2024年8月17日  | 852FES - 「Novel Fergus 盂蘭勝會」⁠ | 1    | 亞洲國際博覽館 Hall 5        | 首個個人演唱會 |

|2021年9月18日 || Clockenflap 2023|| 2 || 九龍灣國際展貿中心
Rotunda 3||